# Semora infranotata
Semora infranotata là một loài nhện trong họ Salticidae.
Loài này thuộc chi Semora. Semora infranotata được Cândido Firmino de Mello-Leitão miêu tả năm 1945.